# Nederlandsche Centraal-Spoorweg-Maatschappij
De Nederlandsche Centraal-Spoorweg-Maatschappij (NCS) werd opgericht op 20 februari 1860 in Amsterdam, was vanaf 1876 gevestigd te Utrecht en werd op 23 mei 1934 ontbonden. Door de NCS werd de Centraalspoorweg Utrecht – Amersfoort – Zwolle – Kampen aangelegd.

## Geschiedenis
Het lijngedeelte Utrecht – Amersfoort – Hattem werd geopend op 16 juli 1863. Hattem – Zwolle, met de overbrugging van de IJssel, volgde op 6 juni 1864. Het Kamperlijntje (Zwolle – Kampen) werd na vertraging door het onderlopen van de Mastenbroekerpolder op 10 mei 1865 in gebruik genomen.
Door de NCS werden ook enkele lokaalspoorwegen geopend in de provincie Utrecht, als zijtakken van de Centraalspoorweg: Den Dolder – Baarn op 27 juni 1898 en Bilthoven – Zeist op 29 augustus 1901. Vertrekpunt voor de lokaaltreinen in Utrecht was vanaf 1904 het Buurtstation, even ten noorden van het hoofdstation van de Nederlandsche Rhijnspoorweg Maatschappij (NRS) en hiervan gescheiden door de Leidse Rijn. Vanaf de verbouwing van het Utrechtse Centraal Station in 1936 had dit station 4 buurtsporen en werd het aparte Buurtstation overbodig. De sporen van het buurtstation werden doorgetrokken tot het Centraal Station. Tot in de jaren 1980 bleven de 'Buurtsporen' 1 t/m 4 nog als aparte kopsporen binnen het Centraal Station herkenbaar.
Ook de lokaalspoorlijn Ede – Barneveld – Nijkerk werd vanaf 1902-'03 door de NCS geëxploiteerd.
De NCS exploiteerde ook enkele stoomtramwegen: Nunspeet - Hattemerbroek (de Zuiderzeetramweg, geopend 1908-1914; eigendom NBM) en Zwolle – Zwartsluis – Blokzijl (geopend 1914; eigendom ZB (overgegaan in NWH) en de elektrische tramlijn Utrecht - Zeist (eigendom NBM).
In 1885 verkreeg de NRS de meerderheid van de aandelen van de NCS. In 1890 werd de NRS overgenomen door de Staat der Nederlanden. In 1919 werd de exploitatie van de NCS voortgezet door de Maatschappij tot Exploitatie van Staatsspoorwegen, die in 1917 een belangengemeenschap met de Hollandsche IJzeren Spoorweg-Maatschappij (HIJSM) was aangegaan. De NCS ging uiteindelijk in 1934 geheel op in de Nederlandse Spoorwegen.